# Nhân Chính (phường)
Nhân Chính là một phường thuộc quận Thanh Xuân, thành phố Hà Nội, Việt Nam.

## Địa lý
Phường Nhân Chính có địa giới hành chính:
- Phía đông giáp quận Đống Đa
- Phía tây giáp quận Nam Từ Liêm
- Phía nam giáp các phường Thanh Xuân Bắc, Thanh Xuân Trung và Thượng Đình
- Phía bắc giáp quận Cầu Giấy.

Phường Nhân Chính có diện tích 165,08 ha (1,65 km2), dân số năm 2022 là 50.982 người, mật độ dân số đạt 30.883 người/km².

## Lịch sử
Trước năm 1996, Nhân Chính là một xã thuộc huyện Từ Liêm cũ. Từ ngày 22 tháng 11 năm 1996, xã Nhân Chính trở thành một phường thuộc quận Thanh Xuân.

## Địa điểm
- Trung tâm Mỹ thuật - Đài Truyền hình Việt Nam

## Di tích

### Đình Cự Chính
Đình Cự Chính hay đình Con Cóc thờ Thành hoàng là tướng quân Lã Đại Liệu thời Ngô Quyền và con trai ông là sứ quân Lã Tá Đường, một thủ lĩnh thời 12 sứ quân chiếm đóng tại vùng Tế Giang nay thuộc Văn Giang - Hưng Yên.
Lã Đại Liệu quê ở Tế Giang, huyện Văn Lâm, Hưng Yên. Ông vốn là người võ nghệ siêu quần, được mệnh danh là đại đô vật, hô phong hoán vũ. Ông là bộ tướng thứ 7 của Trần Lãm dưới thời Ngô Vương, đánh đuổi giặc Nam Hán, dẹp phản loạn tiếm nghịch triều đình.
Khi nhà Ngô tan rã, Lã Đường phát triển lực lượng, trở thành một trong 12 sứ quân, chiếm cứ miền Tế Giang (nay thuộc huyện Văn Giang, tỉnh Hưng Yên). Do có công chiêu dân lập làng Cự Chính mà Lã Đường được nhân dân phường Nhân Chính tôn thờ tại đình làng cùng với cha mình.

## Danh nhân
- Cố danh sĩ Đặng Trần Côn
- Cố họa sĩ Lê Phổ
- Cố nhà văn Nguyễn Tuân
- Chính trị gia Trịnh Đình Thảo
- Cố nhà văn Vũ Trọng Phụng (nguyên quán phường Bần Yên Nhân, thị xã Mỹ Hào, tỉnh Hưng Yên)